# Leon Štukelj
Leon Štukelj (Novo Mesto, 12. studenog 1898. — Maribor, 8. studenog 1999.) - slovenski gimnastičar, trostruki olimpijski pobjednik.
Štukelj se rodio u Novom Mestu, tada Austrougarska, danas Slovenija. Gimnastikom se počeo baviti vrlo rano zahvaljujući jačanju sokolskog pokreta u Sloveniji, a već na Svjetskom prvenstvu u Ljubljani 1922. godine pokazao je svoj gimnastički talent osvojivši sedmo mesto, iako se u to vrijeme kao i ostali članovi Sokola bavio i drugim sportovima. Leon Štukelj je bio i odličan atletičar i plivač.
Nastupio je na sedam velikih natjecanja i ukupno osvojio 20 medalja: 8 zlatnih, 6 srebrnih i 6 brončanih. Samo na Olimpijskim igrama osvojio je 6 medalja: dvije zlatne na Olimpijskim igrama u Parizu 1924, zlato i dvije bronce na Olimpijskim igrama u Amsterdamu 1928. i srebro na Olimpijskim igrama u Berlinu 1936. Njegova zbirka medalja bi sigurno bila još brojnija da je Kraljevina Jugoslavija sudjelovala na Olimpijskim igrama u Los Angelesu 1932.
Godine 1927. završio je studije prava. Po završetku športske karijere postao je sudac najprije u Novom Mestu, a zatim u Lenartu i Mariboru, gde je živio do kraja života.
Devedesetih godina 20. stoljeća bio je najstariji živući olimpijski pobjednik. Zbog toga bio je specijalni gost na Svečanom otvaranju Olimpijskih igri u Atlanti 1996. Na njegov 100. rođendan organizirana je velika proslava u njegovom rodnom Novom Mestu.
Sve do smrti četiri dana pred 101. rođendan svakodnevno je vježbao kod kuće. Umro je u Mariboru od srčanog udara.
U znak zahvalnosti i sjećanja, sportske dvorane u Novom Mestu i Mariboru nose njegovo ime.